# اندیس زرترشت
زرترشت یک اندیس فلزی است که در حوالی شهر نودژ استان کرمان قرار دارد و مادهٔ معدنی موجود در آن، طلا است.  